# Massenzio (nome)
Massenzio  è un nome proprio di persona italiano maschile.

## Varianti
- Maschili: Masenzio
- Femminili: Massenzia[2], Masenzia

### Varianti in altre lingue
- Basco: Maxentzio
- Bulgaro: Максенций (Maksencij)
- Catalano: Maxenci
- Croato: Maksencije
- Esperanto: Maksencio
- Francese: Maxence[4]
- Galiziano: Maxencio
- Greco moderno: Μαξέντιος (Maxentios)
- Latino: Maxentius[1][2][3][4]
- Occitano: Maxenç
- Polacco: Maksencjusz
- Portoghese: Magêncio
- Russo: Максенций (Maksencij)
- Serbo: Максенције (Maksencije)
- Spagnolo: Majencio
- Ucraino: Максенцій (Maksencij)

## Origine e diffusione
Continua il nome latino Maxentius, probabilmente basato su maximus, "massimo" (da cui anche Massimo). 
La diffusione in Italia è sostenuta dal culto dei santi così chiamati e dalla fama dell'imperatore Massenzio, ma non è molto elevata; il nome era più popolare in passato (è attestato, ad esempio, fra il XIV e il XVIII secolo), mentre oggi gode di scarsissimo utilizzo.

## Onomastico
L'onomastico si può festeggiare in memoria di più santi, alle date seguenti:
- 30 aprile, santa Massenzia, madre di san Vigilio
- 26 giugno, san Massenzio, prete e confessore presso Poitiers[6][7]
- 20 novembre, santa Massenzia di Beauvais, anacoreta di origine irlandese o scozzese, martire presso Pont-Sainte-Maxence (Oise)[8]
- 12 dicembre, san Massenzio, martire a Treviri sotto Diocleziano[9]

## Persone
- Massenzio, usurpatore romano

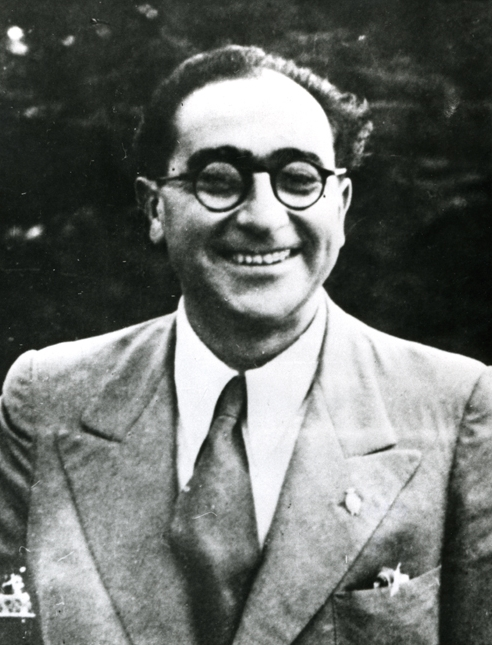
Massenzio Masia

- Massenzio, patriarca cattolico italiano
- Massenzio Masia, scrittore e partigiano italiano

### Variante Maxence

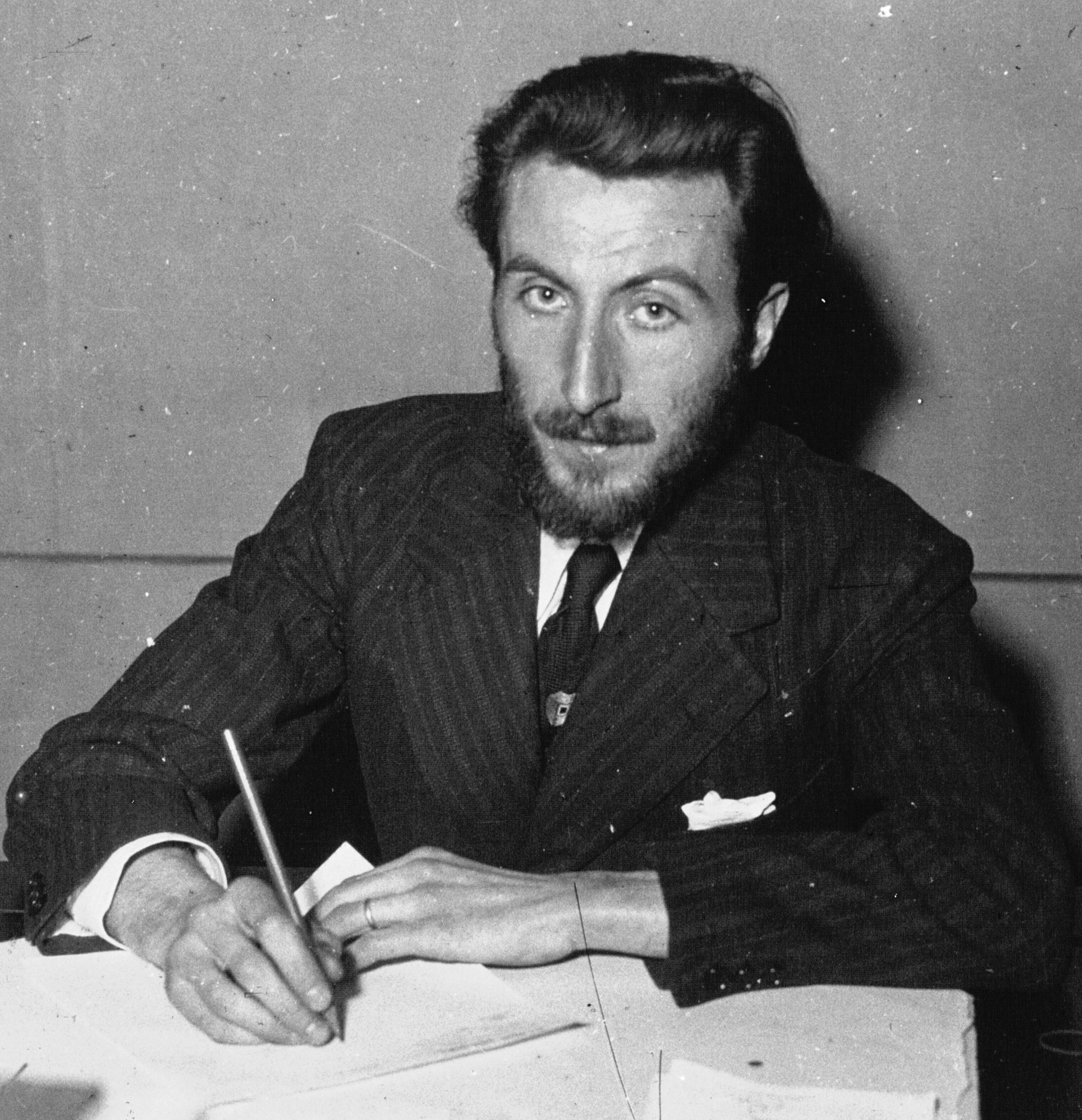
Maxence Van Der Meersch

- Maxence Caron, scrittore, filosofo e musicologo francese
- Maxence Cyrin, compositore, pianista e direttore d'orchestra francese
- Maxence Danet-Fauvel, attore francese
- Maxence Fermine, scrittore francese
- Maxence Van Der Meersch, scrittore francese